# تپه داروغه
تپه داروغه مربوط به دوران‌های تاریخی پس از اسلام است و در شهرستان شوشتر، روستای عرب اسد واقع شده و این اثر در تاریخ ۵ آذر ۱۳۸۰ با شمارهٔ ثبت ۴۳۷۷ به‌عنوان یکی از آثار ملی ایران به ثبت رسیده است.